# Redwitz an der Rodach
Redwitz an der Rodach là một đô thị thuộc huyện Lichtenfels trong bang Bayern nước Đức. Đô thị Redwitz an der Rodach có diện tích 14,66 km², dân số thời điểm ngày 31 tháng 12 năm 2006 là 3424 người.